# دندرمة (مسلسل)
دندرمة مسلسل كويتي كوميدي إنتاج 2008

## قصة المسلسل
يتناول المسلسل قصصًا وأمثال من التراث الشعبي العربي، وتم تجميع 30 قصة ومثل من التراث الشعبي للدول العربية المختلفة وتناولها بشكل استعراضي غنائي على مدار حلقات المسلسل بهدف نشر الثقافة والتراث العربي.

## الممثلون المشاركون
- عبد الناصر درويش
- حسن البلام
- شكران مرتجى
- صفاء سلطان
- فيلدا سمور
- خالد العجيرب
- أحمد العونان
- بدر الطيار
- سوسن ميخائيل
- أندريه سكاف

وغيرهم من الممثلين